# Балаян, Вазген Христофорович
Вазген Христофорович Балаян (род. 21 апреля 1927, с. Гюнейчартар, НКАО СССР) — армянский и украинский писатель, журналист, общественный деятель, краевед, педагог, член Национального союза журналистов Украины.

## Биография
Родился в армянском селе Гюнейчартар, в Нагорном Карабахе. В возрасте 2-х лет остался без отца, воспитанием занимались бабушка и сестры. В 1941 году после начала Великой Отечественной войны поступает на учебу в фабрично-заводского училища в Баку, после чего возвращается в родное село и там заканчивает среднюю школу. В 1943 году переезжает в Куйбышев (Самара), где трудится на авиационном заводе.
В 1944 году переезжает в Степанакерт и поступает историко-литературный факультет, в Учительский институт (ныне Степанакертский педагогический университет). После завершения вуза остается в нем работать на кафедре литературы. В 1950 году поступает в Московский университет на исторический факультет. После окончания переезжает в Ереван, где он женится.
Сын. Балая́н Вале́рий Вазге́нович (род. 30 августа 1960) — российский и украинский кинорежиссёр и сценарист, член Союза кинематографистов РФ и Украины, член Союза журналистов РФ и Украины, член Гильдии кинодраматургов России, член Гильдии кинорежиссёров России.

## Творчество
Вазген Балаян — автор десятков книг и большого количества статей на литературные, исторические, политические темы. Публиковался в армянской и украинской периодике.